# Distrito de Tsirang
El Distrito de Tsirang es uno de los veinte distritos (dzongkhag) en que se divide Bután. Cubre un área de 800 km² y contaba con una población de 22.900 en 2018. Su capital es Damphu.

## Geografía

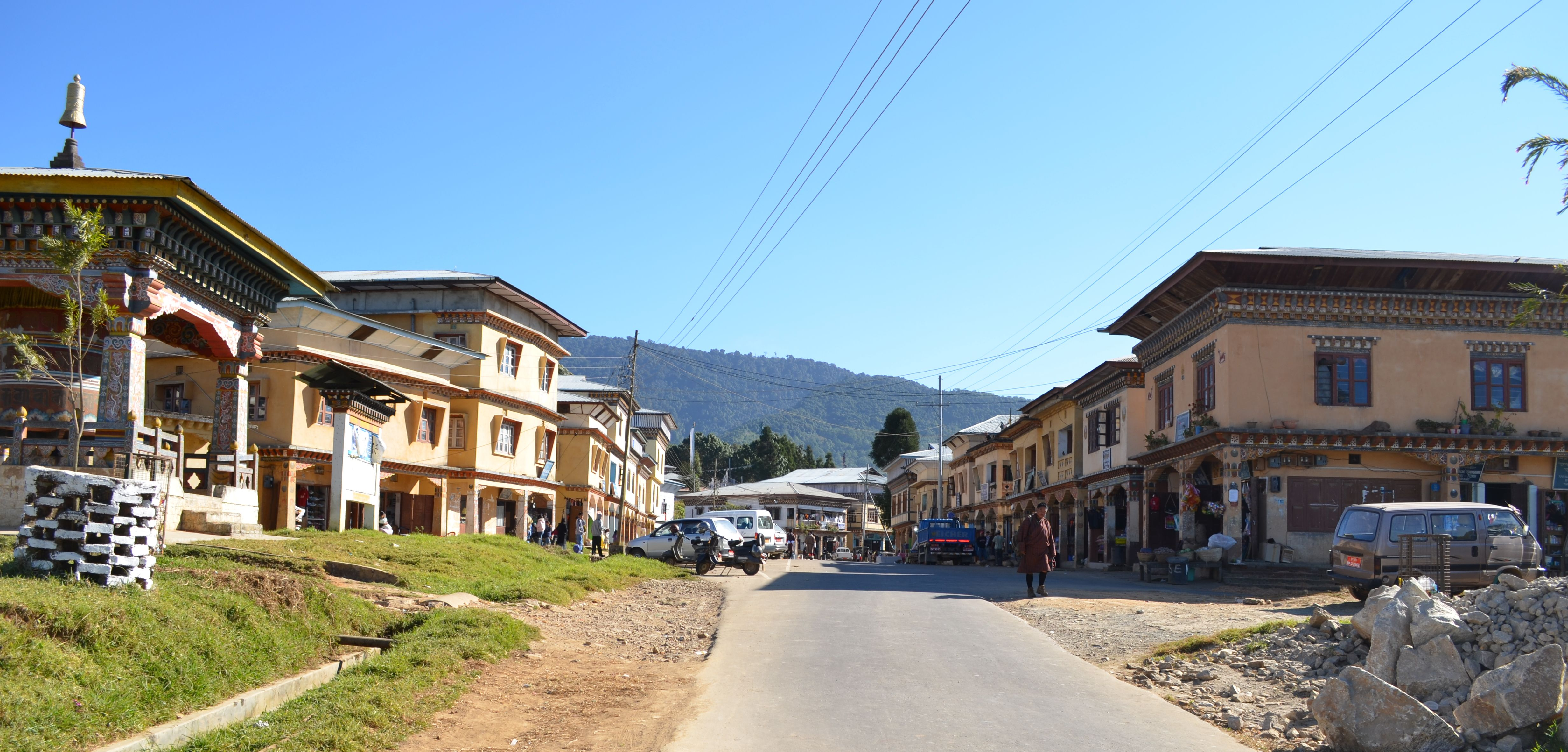
La carretera principal de Damphu

Tsirang se caracteriza por sus suaves pendientes y el clima templado, con una altitud media de 1700 metros sobre el nivel del mar. El dzongkhag también se destaca por su biodiversidad; sin embargo, es uno de los pocos dzongkhags sin un área protegida. Por otra parte, las partes más septentrionales de la región alcanzan al parque nacional de Jigme Singye Wangchuck. Uno de los ríos más largos de Bután, el Puna Tsang Chhu, atraviesa el distrito.

## Cultura

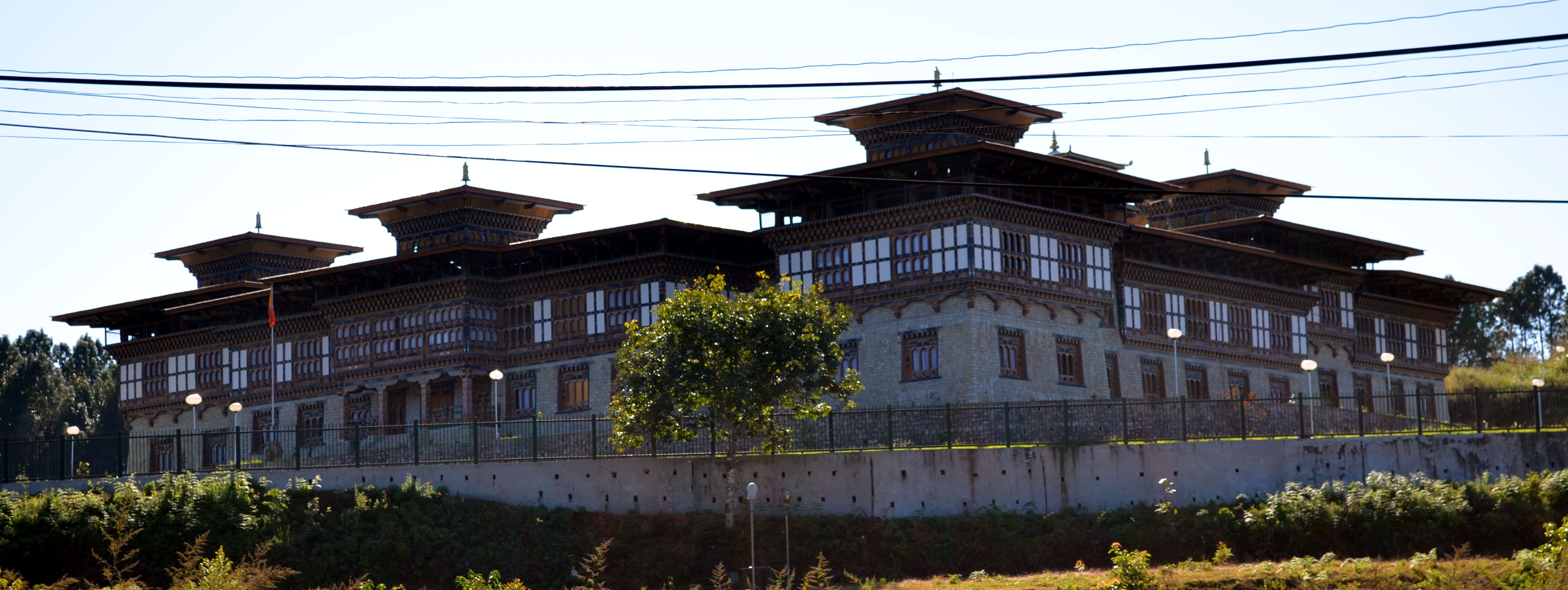
Vista del dzong de Tsirang, en Damphu

Uno de los monumentos más destacados del distrito es el dzong de Tsirang. La construcción del dzong comenzó en 2004 y se inauguró en 2008, siendo la sede de la administración del dzongkhag desde ese mismo año.

## Idiomas
El idioma dominante en Tsirang es el nepalí, pero es parcialmente diferente al hablado en Nepal. El grupo étnico que utiliza esta lengua son los heterogéneos Lotshampa. En el norte de Tsirang, el Dzongkha, idioma nacional, también es empleado.

## Economía
Ubicado en la zona de paso entre Gelephu y Wangdue Phodrang, cuenta con 51.085 hectáreas de cultivos de secano y 279.217 de cultivos de regadío. Unas 11.300 personas son trabajadoras activas, con el 38% de la población involucrada en la agricultura. Por otra parte, unos 126 hoteles y restaurantes se encuentran en el distrito, y 68 turistas visitaron la región en 2018.

## Condados
El distrito de Tsirang está dividido en doce condados (gewogs):
- Barshong
- Dunglegang
- Gosarling
- Kikhorthang
- Mendrelgang
- Patshaling
- Phutenchhu
- Rangthangling
- Semjong
- Sergithang
- Tsholingkhar
- Tsirangtoe